# Ferdinando Bertoni

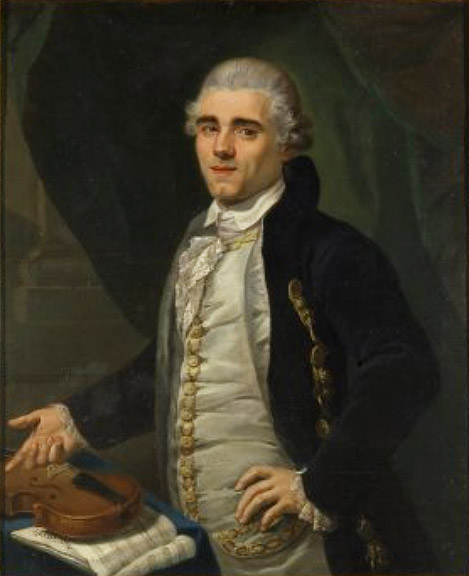
Ferdinando Bertoni.

Ferdinando Gasparo Bertoni, född den 15 augusti 1725 i Salò, Brescia, död den 1 december 1813 i Desenzano vid Gardasjön, var en italiensk opera- och kyrkokomponist.
Bertoni, som var elev till padre Martini, utnämndes 1752 till förste organist vid San Marco i Venedig och 1757 till kapellmästare vid konservatoriet Mendicanti i samma stad. Han efterträdde 1784 Galuppi som förste kapellmästare vid Markuskyrkan. Bland hans kompositioner märks operorna Orfeo, Armida och Quinto Fabio, Tancredi samt oratorierna Il Figlioul predigo, Peregrinatio ad sanctum Domini sepulchrum (för kvinnoröster), David penitens och Susanna.